# Notes from the Underground
Notes from the Underground är det tredje studioalbumet av det amerikanska rap-rockbandet Hollywood Undead. Albumet, som ursprungligen var planerat att släppas under sommaren 2012, utgavs den 8 januari 2013 genom A&M/Octone Records.

## Bakgrund
Efter omfattande turnerande under hela 2011 för att stödja deras andra studioalbum, American Tragedy, och deras första remixalbum, American Tragedy Redux, gick Charlie Scene ut med nyheten om att de ska börja med ett tredje studioalbum, sent november 2011. Nyheten kom efter World War III-turnén med Asking Alexandria avslutats. Charlie Scene sa att bandet skulle börja skriva och spela in demos medan de var på Buried Alive-turnén med Avenged Sevenfold och börja spela in när turnén avslutades i december 2011. Han sa även att albumet kommer låta mer som Swan Songs än American Tragedy. På frågan om skillnaden i att spela in den här gången, svarade han, "jag skulle säga att den här gången har skivbolaget gett full kontroll. Jag tror att det kommer att bli mer som 'Swan Songs' än 'American Tragedy.' Det kommer att bli en mix av båda; jag menar, vi växer alla som musiker, vi blir äldre, och vi har gjort det länge så jag tror att det kommer att bli mer som 'Swan Songs' och jag tror att fansen kommer att gilla det."
I en intervju med Keven Skinner från The Daily Blam, avslöjade Charlie Scene mer information om albumet. Han avslöjade att det kan bli samarbeten med andra artister på albumet. "Samarbeten vore grymt. Jag tycker att det är dåligt att ha [det] på sina första album, att fråga folk, men jag tycker att det tredje albumet är rätt tidpunkt för att ha med någon. Jag tycker att det vore coolt om någon annan sjöng en refräng på en av våra låtar eller en vers." På frågan om maskerna, svarade han att de kommer att uppgradera maskerna inför deras tredje album också, som de gjorde på de två tidigare albumen. Charlie Scene förklarade också att det tredje albumet kommer att släppas mycket tidigare än American Tragedy släpptes, och tror att den kommer att släppas under sommaren 2012. "Vi har en del låtar skrivna och vi skriver mer när vi är ute på turné. Vi tog med oss lite studioutrustning så vi har kunnat jobba på saker medan vi turnerar. Efter den här turnén när vi är hemma, kommer vi kunna arbeta med producenter som vi vill jobba med. Vi har några riktigt bra grejer som vi definitivt ser fram emot att jobba på. En sak som vi definitivt inte vill göra är att ta så lång tid på oss som vi gjorde med American Tragedy så det kommer definitivt att vara en tredje skiva ute nästa år och vi hoppas, som senast, kunna släppa den till sommaren." Han förklarade även att den kommer låta mer som Swan Songs gjorde, eftersom den kommer att ha mer partylåtar än American Tragedy hade.
Artistdirect rankar bandets kommande album som ett av de album som de mest ser fram emot 2012, tillsammans med band som Linkin Park, Metallica, Black Sabbath och andra.
Den 19 oktober gav de ut låten "Dead Bite" från albumet som gratis nedladdning, tillsammans med en så kallad "lyric video" till den och utannonserade även det kommande albumets första singel. Den 19 oktober släpptes huvudsingeln "We Are" tillsammans med albumets namn, betitlat "Notes from the Underground". I en ny intervju med J-Dog och Da Kurlzz, förklarar de hur mycket det nya albumet påminner dem om Hollywood Undeads rötter, om när de först började spela in material och hur roligt de hade utan att skivbolagen sa åt dem vad de skulle göra. De berättade även att den här skivan kommer att vara mer lik Swan Songs än American Tragedy. Albumet kommer att släppas den 8 januari 2013.

## Låtlista
Albumets låtlista bekräftades den 1 december 2013 av Loudwire.
| Nr  | Titel           | Längd |
| --- | --------------- | ----- |
| 1.  | Dead Bite       |       |
| 2.  | From the Ground |       |
| 3.  | Another Way Out |       |
| 4.  | Lion            |       |
| 5.  | We Are          |       |
| 6.  | Pigskin         |       |
| 7.  | Rain            |       |
| 8.  | Kill Everyone   |       |
| 9.  | Believe         |       |
| 10. | Up in Smoke     |       |
| 11. | Outside         |       |

Unabridged (Deluxe Edition)
| Nr           | Titel           | Längd |
| ------------ | --------------- | ----- |
| 12.          | Medicine        | 3:26  |
| 13.          | One More Bottle | 3:40  |
| 14.          | Delish          | 3:07  |
| 15.          | I Am            | 3:23  |
| Total längd: | Total längd:    | 46:20 |

## Medverkande

### Musiker
Hollywood Undead
- Charlie Scene – rap, sologitarr, kompositör
- J-Dog – keyboard, synthesizer, piano, kompgitarr, rap, screams, kompositör
- Johnny 3 Tears – rap, screams, kompositör
- Danny – ren sång, kompositör
- Da Kurlzz – trummor, slagverk, sång, screams, kompositör
- Funny Man – rap (baryton), kompositör

### Produktion
- Griffin Boice – produktion, ljudteknik, mixning, programmering
- Danny Lohner - produktion
- S*A*M & Sluggo - produktion